# Трудовое (Криничанский район)
Трудовое (укр. Трудове) — село, Божедаровский поселковый совет, Криничанский район, Днепропетровская область, Украина.
Код КОАТУУ — 1222055708. Население по переписи 2001 года составляло 94 человека.

## Географическое положение
Село Трудовое находится на расстоянии в 0,5 км от сёл Заря и Новая Праця, в 2-х км от села Вольное. По селу протекает пересыхающий ручей с запрудой.
Рядом проходят автомобильная дорога Т-0432 и железная дорога, станция Божедаровка в 4-х км.

## История
- В 1946 г. хутор №5/2 переименован в Трудовой[2].